# Trychosis striata
Trychosis striata là một loài tò vò trong họ Ichneumonidae.